# Montañas Klinghardt
Las montañas de Klinghardt son una cadena montañosa de Namibia en la Zona Restringida del Diamante, también llamada Sperrgebiet. Las Montañas de Klinghardt están situadas aproximadamente a 90 km al sur-sureste de Lüderitz y se extienden sobre una superficie de unos 350 km². Al este de las montañas de Klinghardt está la montaña Höchster.
Varios lugares de la cadena montañosa están cubiertos de arena que es arrastrada por las tormentas de arena. La precipitación media anual en esta zona del desierto de Namibia es de solo unos pocos milímetros.
Los arbustos que se encuentran en las montañas solo sobreviven gracias a la niebla, que a veces se forma sobre el frío Atlántico y luego, durante el día, se deriva lejos en el desierto. Los pocos árboles de espinas de camello,  Kameeldoring en  afrikáans o espina de jirafa, o gáa, es una acacia espinosa toman su agua de  acumulaciones subterráneas profundas.

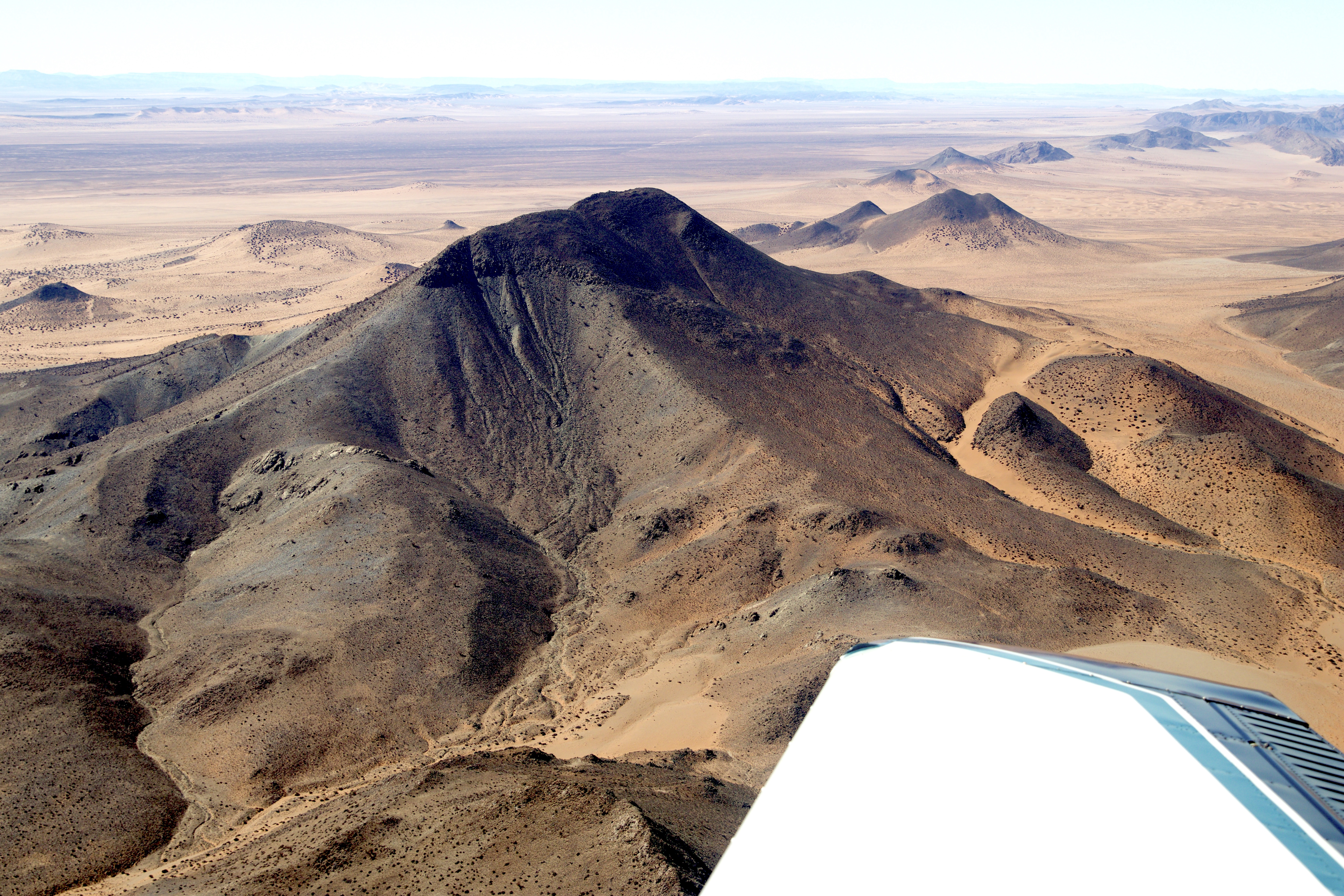
The Höchster is east of the Klinghardt Mountains (Aerial view 2018)

## Imágenes
Imágenes de las Montañas Klinghardt